# Edith McGuire
Edith McGuire, född den 3 juni 1944 i Atlanta, är en amerikansk före detta friidrottare som under 1960-talet tävlade i kortdistanslöpning.
McGuire hade en kort karriär som friidrottare och vann sex amerikanska mästerskapsmedaljer under 1960-talet. Hennes favoritdistans var 200 meter på vilken hon vann guld vid de Olympiska sommarspelen 1964. Vid samma mästerskap blev hon silvermedaljör på 100 meter efter Wyomia Tyus. Dessutom blev hon silvermedaljör på 4 × 100 meter. 
Efter idrottskarriären jobbade hon som lärare.